# Maria Timofeeva
Maria Glebovna Timofeeva (en russe : Мари́я Гле́бовна Тимофе́ева), née le 18 novembre 2003 en Russie, est une joueuse de tennis russe, professionnelle depuis 2019.

## Carrière professionnelle
En juillet 2023, elle remporte le tournoi de Budapest pour sa 1re apparition dans un tableau principal du circuit WTA et en tant que lucky loser. Classée 246e mondiale et âgée de 19 ans, elle s'impose contre Daria Saville (2-6, 6-3, 6-4), sa compatriote Diana Shnaider (6-1, 6-1), la qualifiée Kaja Juvan (3-6, 6-3, 6-2), l'Argentine Nadia Podoroska, ancienne demi-finaliste de Roland-Garros (7-6, 3-6, 6-3), la meilleure classée de ses adversaires (80e) et en finale l'Ukrainienne Kateryna Baindl (6-3, 3-6, 6-0).
Une blessure au pied l'éloigne ensuite des terrains jusqu'en fin d'année mais elle reste positive pour 2024.
Elle commence l'année en disputant pour la première fois de sa carrière le tableau final d'un Grand Chelem à l'Open d'Australie après être sortie des qualifications. Elle y fait forte impression en éliminant deux invitées du tournoi australien en la personne de la Française Alizé Cornet (6-2, 6-4) et de l'ancienne numéro une Caroline Wozniacki qu'elle renverse (1-6, 6-4, 6-1).  Elle sort au troisième tour la Brésilienne et tête de série numéro dix Beatriz Haddad Maia (7-6, 6-3) et rallie pour la première fois de sa jeune carrière la deuxième semaine en Grand Chelem. Confrontée à une autre surprise du tournoi, l'Ukrainienne Marta Kostyuk, elle sèche et ne gagne que trois jeux (2-6, 1-6).

## Palmarès

### Titre en simple dames
| No | Date       | Nom et lieu du tournoi         | Catégorie | Dotation  | Surface      | Finaliste       | Score         |          |
| -- | ---------- | ------------------------------ | --------- | --------- | ------------ | --------------- | ------------- | -------- |
| 1  | 17-07-2023 | Hungarian Grand Prix, Budapest | WTA 250   | 259 303 $ | Terre (ext.) | Kateryna Baindl | 6-3, 3-6, 6-0 | Parcours |

### Finale en simple dames
Aucune.

## Parcours en Grand Chelem

### En simple dames
| Année | Open d'Australie | Open d'Australie | Internationaux de France | Internationaux de France | Wimbledon | Wimbledon      | US Open | US Open           |
| ----- | ---------------- | ---------------- | ------------------------ | ------------------------ | --------- | -------------- | ------- | ----------------- |
| 2023  | —                | —                | Q3                       | Taylor Townsend          | Q1        | Bai Zhuoxuan   | Q1      | Elvina Kalieva    |
| 2024  | 1/8 de finale    | Marta Kostyuk    | 1er tour (1/64)          | Wang Yafan               | Q1        | Olivia Gadecki | Q2      | Kamilla Rakhimova |
| 2025  | Q2               | Emina Bektas     | —                        | —                        | —         | —              | Q1      | Veronika Erjavec  |

N.B. : à droite du résultat se trouve le nom de l'ultime adversaire.

## Parcours en WTA 1000
Les tournois WTA 1000 constituent les catégories d'épreuves les plus prestigieuses, après les quatre levées du Grand Chelem.

### En simple dames
| Année |       |              |       |        |                           |        |            |       |             |       |  |  |
| Doha  | Dubaï | Indian Wells | Miami | Madrid | Rome                      | Canada | Cincinnati | Pékin |             | Wuhan |  |  |
| Doha  | Dubaï | Indian Wells | Miami | Madrid | Rome                      | Canada | Cincinnati | Pékin | Guadalajara |       |  |  |
| Doha  | Dubaï | Indian Wells | Miami | Madrid | Rome                      | Canada | Cincinnati | Pékin |             |       |  |  |
| 2024  |       |              |       |        | 2e tour (1/32) L. Nosková |        |            |       |             |       |  |  |

Sous le résultat, l’ultime adversaire.
1. 1 2   Les tournois de Doha et Dubaï alternent le statut de tournoi WTA 1000 (ex Premier 5) entre 2009 et 2023 : les trois premières éditions ont lieu à Dubaï, les trois suivantes à Doha, puis Dubaï accueille le tournoi de cette catégorie les années impaires et Dubaï les années paires. De 2011 à 2023, la ville qui n’accueille pas de WTA 1000 organise à la place un tournoi WTA 500 (ex Premier).
2. 1 2 3 4 5 6 7   L’ordre de déroulement des tournois a évolué depuis 2009 : Rome se dispute avant Madrid et Cincinnati avant Montréal/Toronto jusqu’en 2010, tandis que Tokyo (2009-2013)-Wuhan (2014-2019, 2024-)-Guadalajara (2022-2023) ont lieu avant Pékin jusqu’en 2023.

## Classements WTA en fin de saison
| Année          | 2019 | 2020 | 2021 | 2022 | 2023 | 2024 |
| Rang en simple | 888  | 656  | 414  | 357  | 126  | 136  |
| Rang en double | –    | 962  | 300  | 203  | 333  | 1149 |

Source : (en) Classements de Maria Timofeeva sur le site officiel de la Fédération internationale de tennis